# A Snow Capped Christmas
A Snow Capped Christmas is een Canadese romantische kerstfilm uit 2016 onder regie van Christie Will Wolf met in de hoofdrollen Leah Renee, Niall Matter, Michael Teigen, Lisa Whelchel en Gracyn Shinyei. De film werd voor het eerst uitgezonden door de Canadese televisiezender W Network op 6 november 2016.

## Verhaal
Claire Benson is een kunstschaatsster die de weken voorafgaand aan Kerstmis moet doorbrengen in een revalidatiecentrum in de Canadese bergen om te herstellen van een blessure. Daar ontmoet ze Luke, een alleenstaande vader en voormalig professioneel ijshockeyspeler.
Aanvankelijk botsen ze met elkaar, maar gaandeweg ontdekken ze dat ze meer gemeen hebben dan ze dachten en groeien ze naar elkaar toe. Tijdens Claire's verblijf in de bergen leert Luke haar te ontspannen door samen te gaan rodelen, ijsvissen en een kerstboom om te hakken voor de feestdagen. Claire van haar kant slaagt erin om Luke weer op het ijs te krijgen. Dit alles zeer tegen de zin van Julian, Claire's coach, die haar koste wat het kost wil zien meedingen op het nationaal kampioenschap kunstschaatsen.  
Claire beseft stilaan dat haar lichaam de harde competitie niet langer aankan. Na het behalen van een gouden medaille  op het nationaal kampioenschap stopt ze definitief en keert ze terug naar Luke en zijn dochtertje Chamonix.

## Rolverdeling
| Acteur              | Personage     |
| ------------------- | ------------- |
| Leah Renee          | Claire Benson |
| Niall Matter        | Luke          |
| Gracyn Shinyei      | Chamonix      |
| Lisa Whelchel       | Dale          |
| Michael Teigen      | Julian        |
| Lochlyn Munro       | Lou           |
| Jocelyne Loewen     | Patty         |
| Blaine Anderson     | Greg          |
| Kathryn Kirkpatrick | Dr. Schmidt   |